# Гро-вантр
Гро-вантр (Ahahnelin, Ahe, Ananin, Atsina, Fall Indians, Gros Ventre, Gros Ventres, White Clay People) — мёртвый язык, на котором раньше говорили гровантры, которые проживают на реке Милк индейской резервации Форт-Белнап на севере центральной части штата Монтана в США. Последний свободно говорящий на языке человек умер в 1981 году. В настоящее время народ гровантры говорит на английском языке.